# Izaourt
Izaourt (gaskognisch Isaort) ist eine französische Gemeinde mit 257 Einwohnern (Stand 1. Januar 2022) im Département Hautes-Pyrénées in der Region Okzitanien; sie gehört zum Arrondissement Bagnères-de-Bigorre und zum Gemeindeverband Neste Barousse.

## Geografie
Die GemeindeIzaourt liegt rund 49 Kilometer südöstlich der Stadt Tarbes an der Grenze zum Département Haute-Garonne. Der Ort liegt am Fluss Ourse westlich der Garonne. Die Gemeinde besteht aus den Siedlungen Castans und Izaourt sowie wenigen Einzelgehöften und ist an den Berghängen bewaldet. Verkehrstechnisch liegt die Gemeinde an der D26 westlich der N125.

## Geschichte
Die Gemeinde wurde erstmals im Jahr 1241 im Kopialbuch von Lézat unter dem Namen Isaort erwähnt. Im Mittelalter lag der Ort innerhalb der Grafschaft Barousse in der Region Armagnac, die ein Teil der Provinz Gascogne war. Die Gemeinde gehörte von 1793 bis 1801 zum District La Barthe. Zudem lag Izaourt von 1793 bis 2015 im Kanton Mauléon-Barousse. Die Gemeinde ist seit 1801 dem Arrondissement Bagnères-de-Bigorre zugeteilt.

## Bevölkerungsentwicklung
| Jahr                       | 1962 | 1968 | 1975 | 1982 | 1990 | 1999 | 2006 | 2014 | 2020 |
| Einwohner                  | 228  | 209  | 197  | 205  | 235  | 232  | 233  | 249  | 256  |
| Quellen: Cassini und INSEE |      |      |      |      |      |      |      |      |      |

## Sehenswürdigkeiten
- Kirche Saint-Laurent'
- Lavoir (ehemaliges Waschhaus)
- Gedenkplatte für die Gefallenen[1]
- Monumentalkreuz

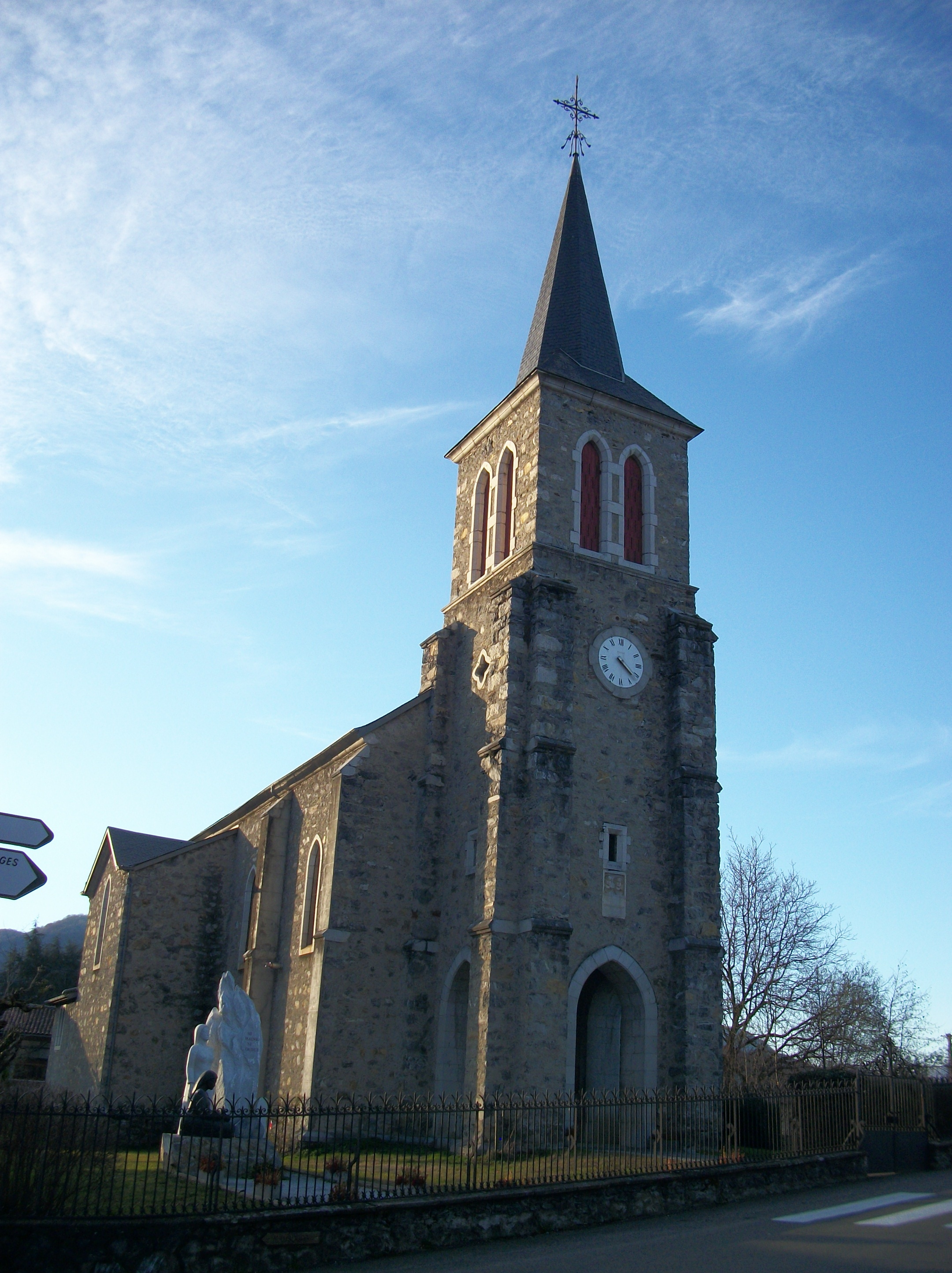
Kirche Saint-Laurent
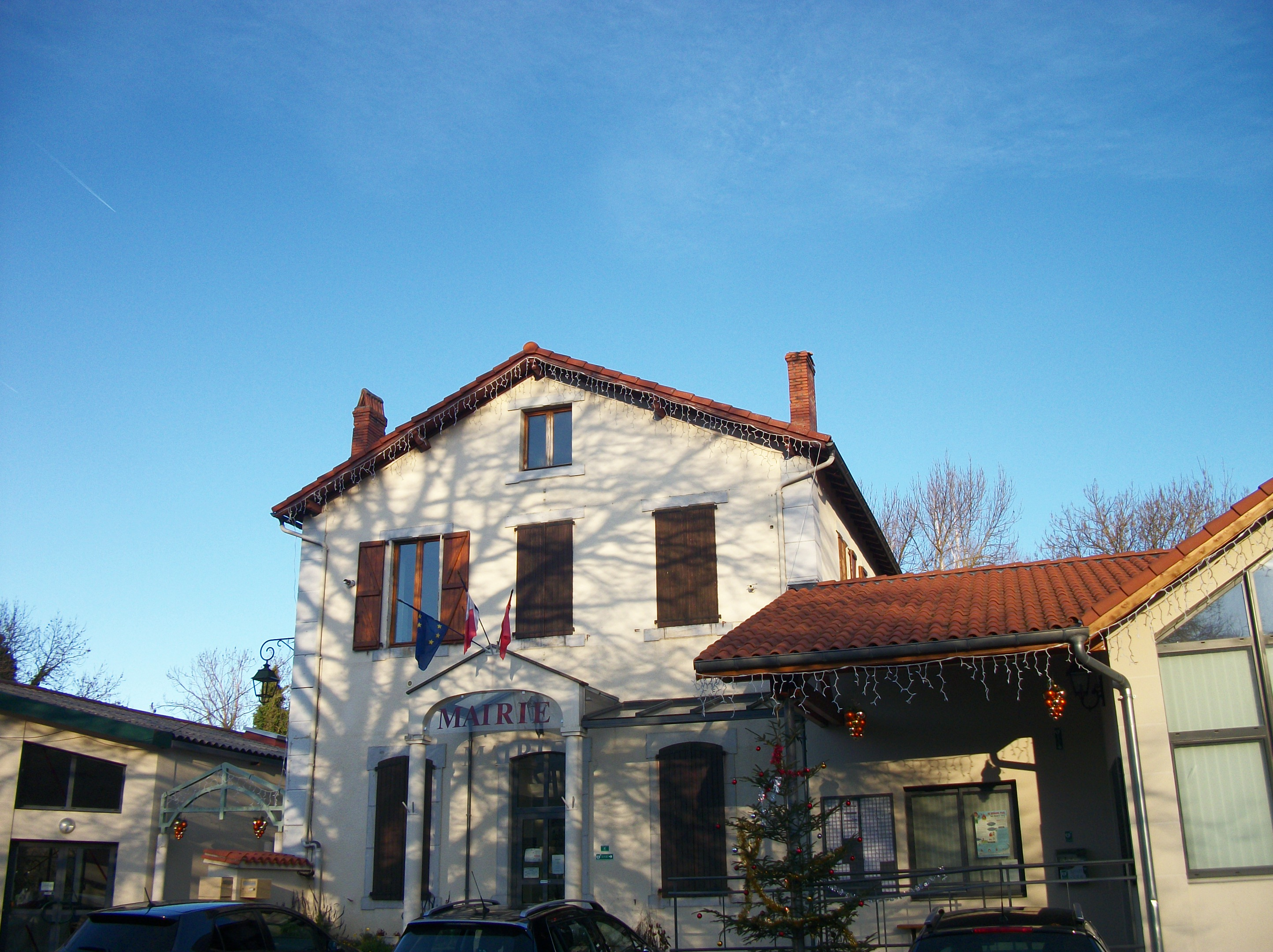
Rathaus (mairie)